# Pandanus neoleptopodus
Pandanus neoleptopodus är en enhjärtbladig växtart som beskrevs av Rodolfo Emilio Giuseppe Pichi Sermolli. Pandanus neoleptopodus ingår i släktet Pandanus och familjen Pandanaceae.
Artens utbredningsområde är Madagaskar. Inga underarter finns listade.